# Daniele Crosta
Daniele Crosta (ur. 5 maja 1970 w Busto Arsizio) – włoski szermierz, florecista, brązowy medalista igrzysk olimpijskich i mistrzostw świata.
Na igrzyskach olimpijskich w Sydney w 2000 roku reprezentacja Włoch w składzie: Salvatore Sanzo, Matteo Zennaro, Daniele Crosta i Gabriele Magni wywalczyła brązowy medal w turnieju drużynowym. Na tej samej imprezie zajął 23. miejsce w zawodach indywidualnych.
Podczas mistrzostw świata w Kapsztadzie w 1997 roku zdobył brązowy medal w zawodach drużynowych, startując razem z Alessandro Puccinim, Stefano Cerionim i Salvatore Sanzo. 
Kilkukrotnie zdobywał medale mistrzostw Europy, w tym złoty drużynowo na mistrzostwach Europy w Bolzano w 1999 roku.